# کرهونکسون (نیویورک)
کرهونکسون (به انگلیسی: Kerhonkson) یک منطقهٔ مسکونی در ایالات متحده آمریکا است که در نیویورک واقع شده‌است. کرهونکسون ۱٬۶۸۴ نفر جمعیت دارد.